# Toyota Sienna
 Toyota Sienna là mẫu minivan do Toyota sản xuất tại nhà máy Toyota Motor Manufacturing Indiana ở thành phố Princeton, bang Indiana, Hoa Kỳ. Tên xe được đặt theo tên thành phố Siena ở Ý, vùng Tuscany. Nó thay thế mẫu Previa (ở Việt Nam có thời gọi là "Đĩa bay"); thế hệ Sienna thứ nhất bắt đầu từ năm 1997, với cách bố trí dẫn động cầu trước vốn phổ biến hơn. Sienna tuy chia sẻ nền tảng với Camry  nhưng cũng có nhiều thay đổi riêng. Cả Previa và Sienna đời đầu đều nhỏ hơn những chiếc minivan khác mà chúng cạnh tranh, nhưng Sienna từ 2003 (đời Sienna 2004) đã tăng kích thước cho tương ứng với các đối thủ.
Khi GM ngừng sản xuất minivan  dẫn động 4 bánh (AWD-All Wheel Drive) năm 2006, Sienna trở thành chiếc minivan duy nhất trong phân khúc có tùy chọn AWD cho đến khi Chrysler Pacifica đời 2021 xuất hiện vào năm 2020. Sienna thế hệ thứ hai có mặt vào 2010 (cho đời xe 2011). Sienna thế hệ thứ ba được bán tại Mỹ từ tháng 2 năm 2010 và là mẫu Sienna đầu tiên nhận được giải "Lựa chọn an toàn hàng đầu" từ Viện Bảo hiểm An toàn Xa lộ.
Quá trình xuất khẩu xe từ Hoa Kỳ sang Hàn Quốc bắt đầu vào tháng 11 năm 2011.

## Thế hệ đầu tiên (XL10; 1997)

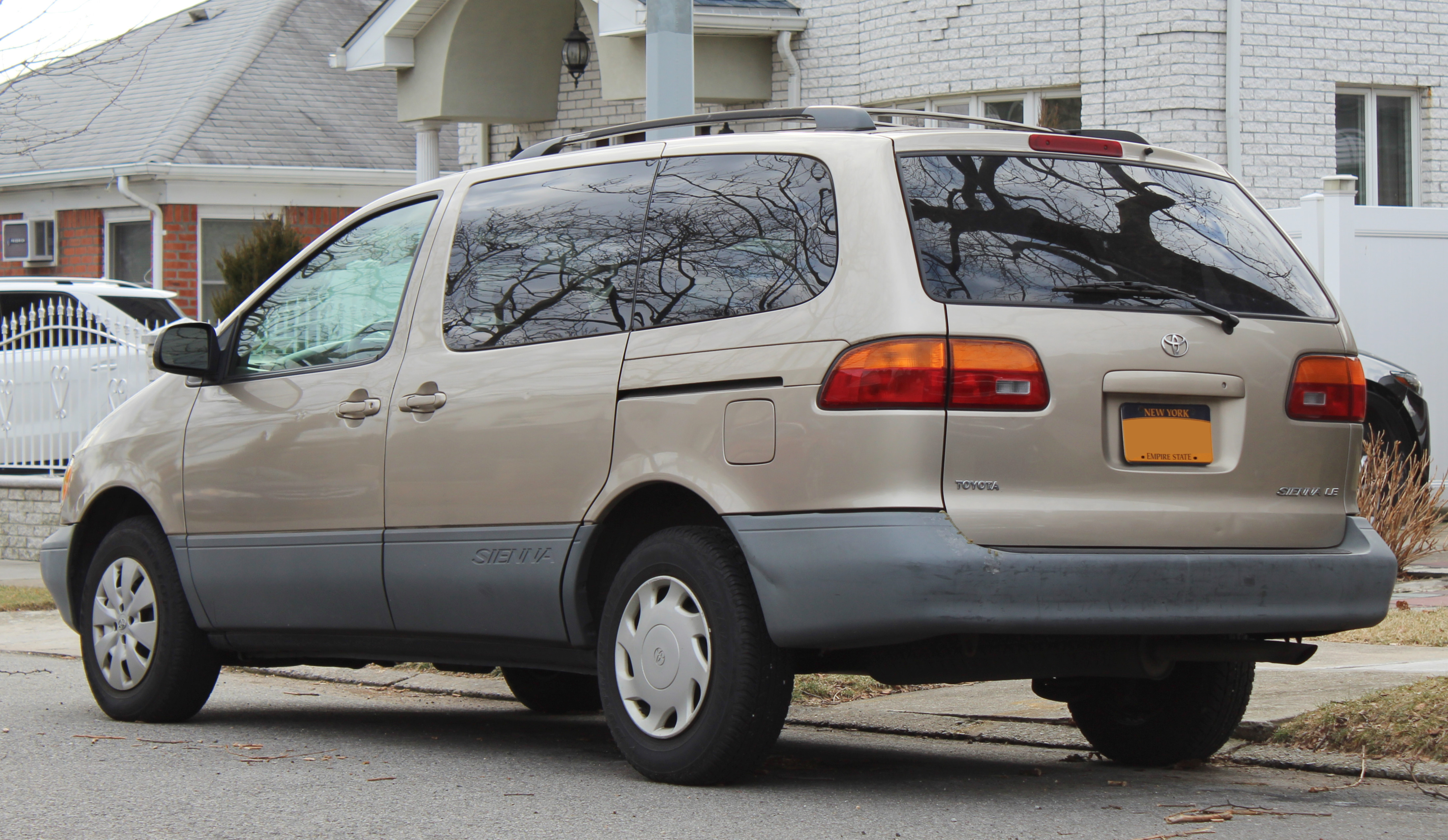
Toyota Sienna LE (pre-facelift)

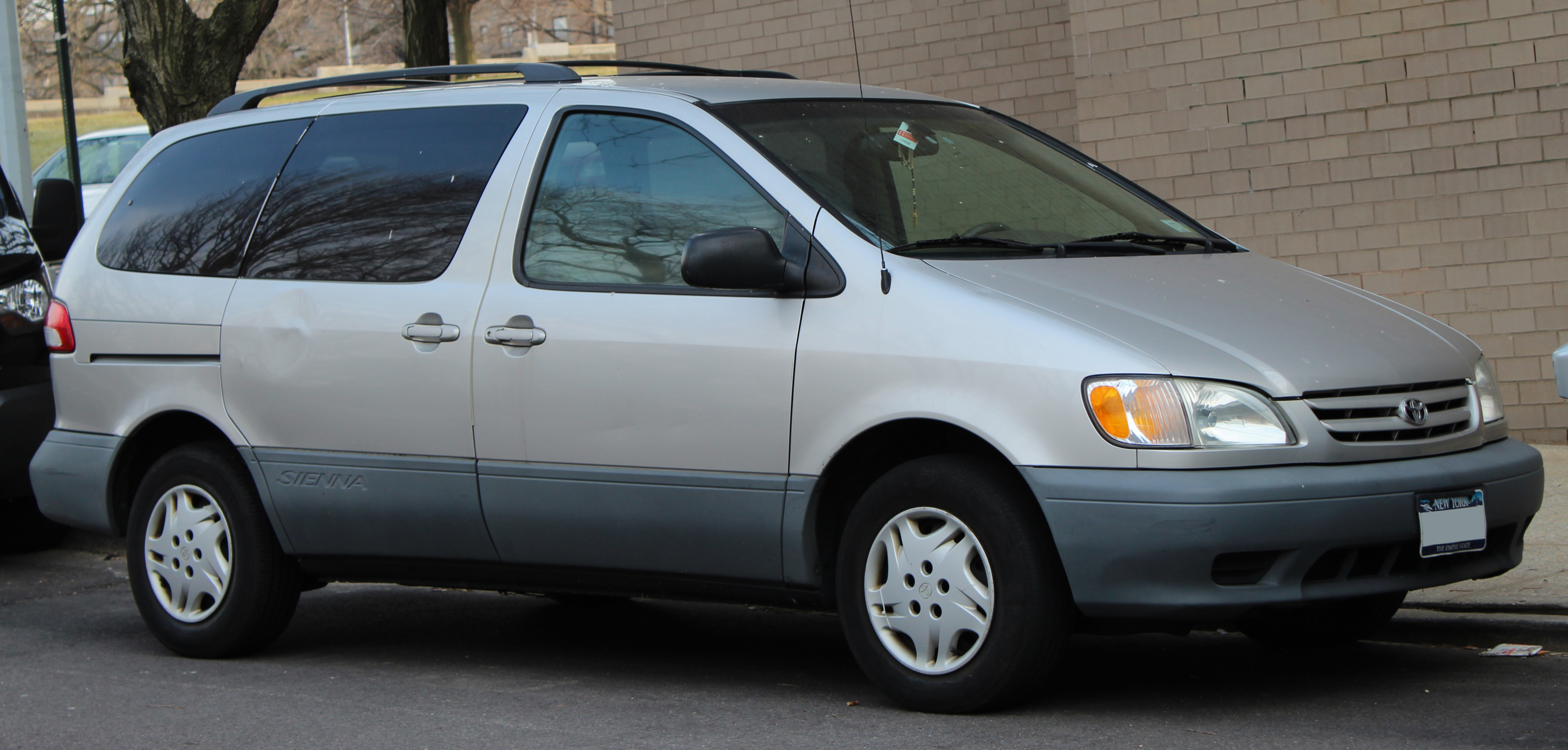
2001 Toyota Sienna LE front 3.30.19

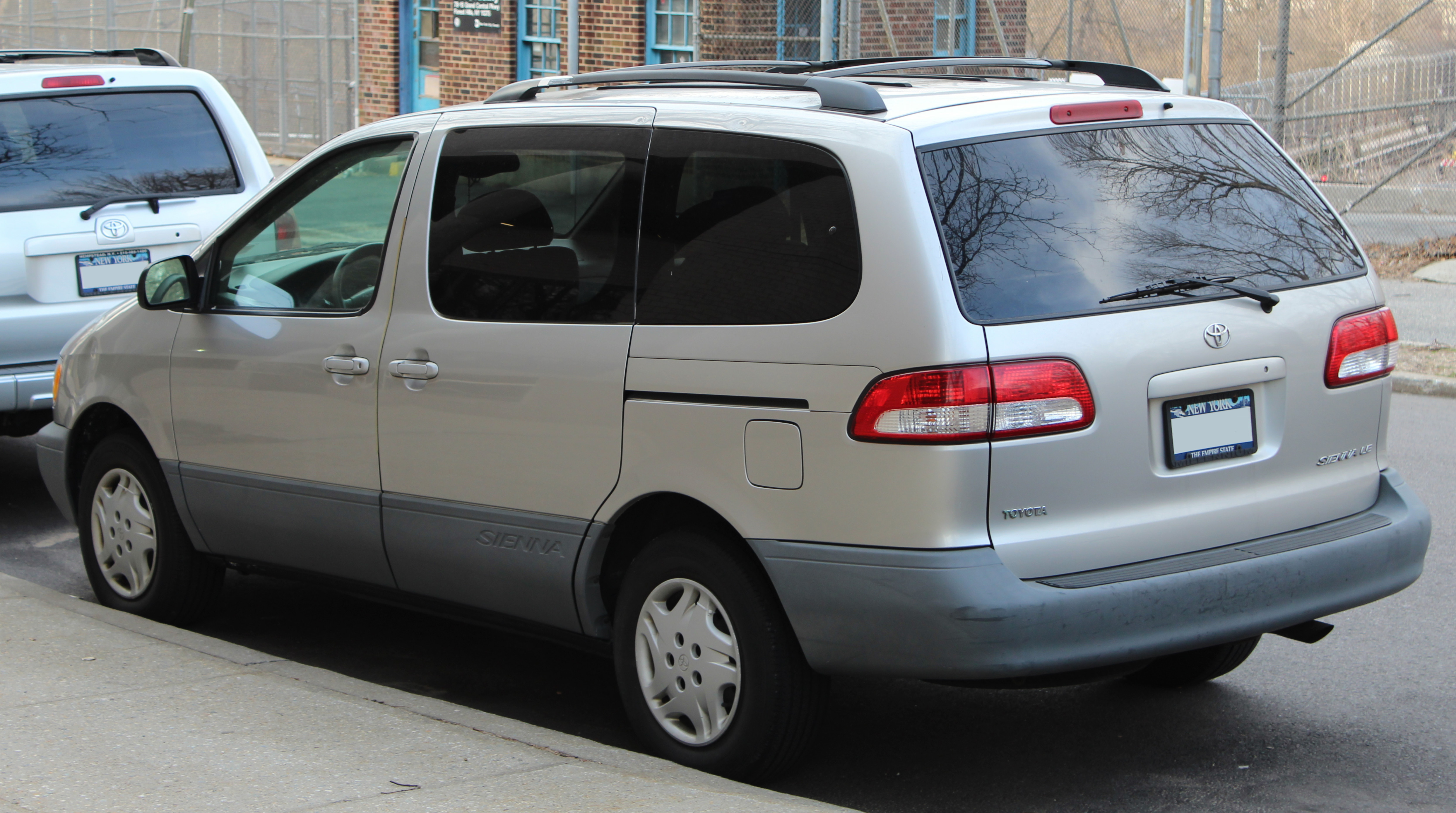
Toyota Sienna LE (facelift)

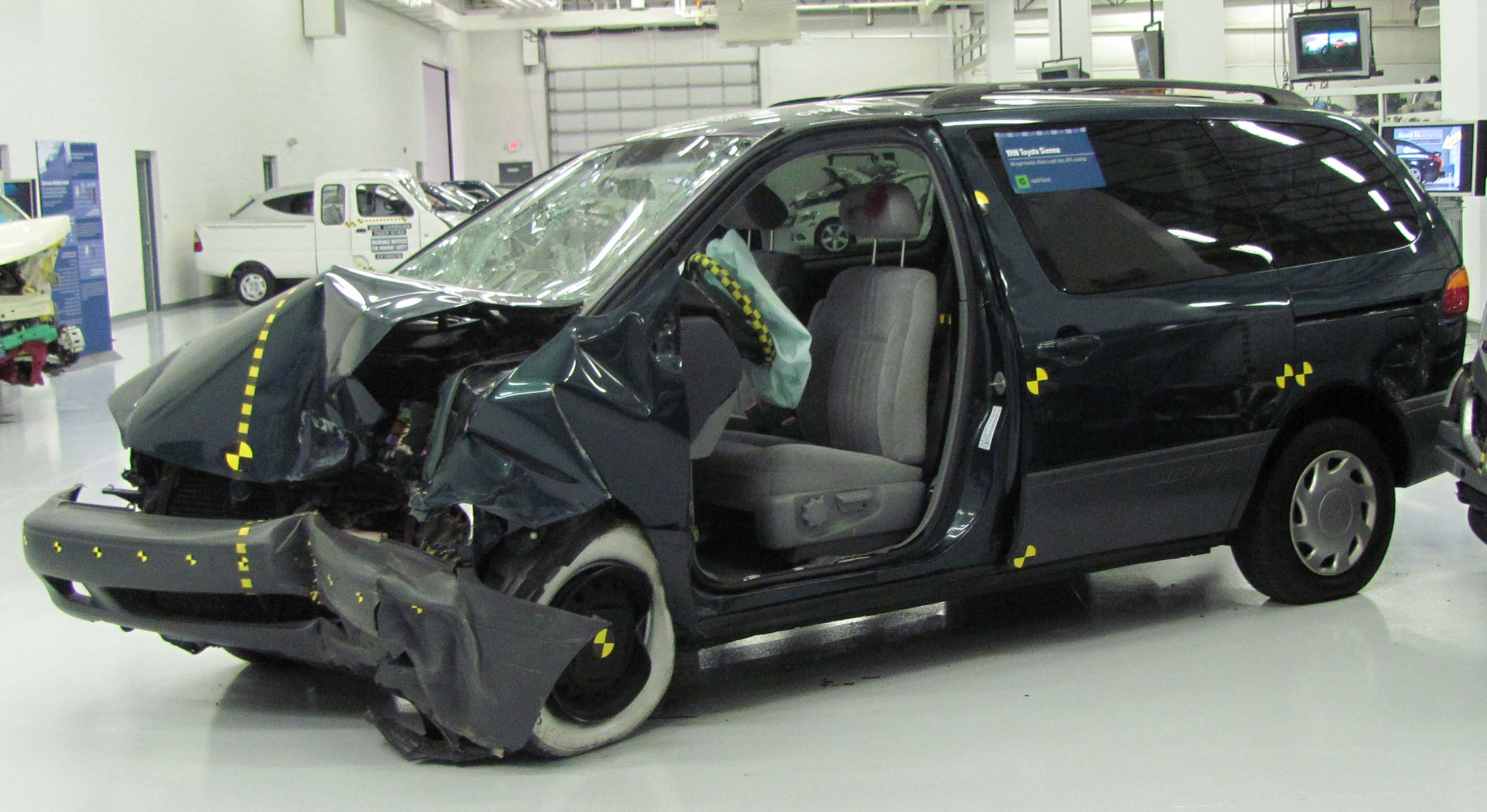
The 1998 Sienna crash-tested by the Insurance Institute for Highway Safety

Cuối 1997, Toyota tung ra mẫu Sienna đời 1998 dẫn động cầu trước tại thị trường Bắc Mỹ thay thế cho Previa động cơ đặt giữa. Sienna ra mắt với động cơ 3.0 lít 1MZ-FE V6 công suất 194 mã lực 145 kW (194 hp) và mô men xoắn 284 N⋅m (209 lb⋅ft). Được thiết kế trên nền tảng mở rộng của Toyota Camry, Sienna được tiếp thị là "Camry của các minivan", nhằm tận dụng tiếng tăm của Camry.
Xe có ba phiên bản: CE, LE và XLE. Các bản LE và XLE được trang bị ghế rời ở hàng thứ 2 trong khi các mẫu CE được trang bị ghế băng cho hàng thứ 2 dành. Ghế có thể dễ dàng gấp lại và tháo rời khi cần thiết. Cửa trượt phía người lái và giá nóc là trang bị tiêu chuẩn trên bản LE và XLE, nhưng là tùy chọn trên bản CE. Bản XLE có ghế da và gói ốp gỗ. Sienna được quảng cáo có mức tiết kiệm nhiên liệu tốt nhất trong phân khúc, tiêu thụ trong thành phố 16 mpg (14.7L/100 km) và đường cao tốc 22 mpg (10.7L/100 km). Xe ráp ở thành phố Georgetown, bang Kentucky. Một năm sau khi tung ra, Sienna phải đối mặt với sự cạnh tranh mới từ chiếc minivan Honda Odyssey mới thiết kế lớn hơn và cũng có động cơ V6 như Sienna.
Năm 2000 Sienna trải qua lần nâng cấp giữa chu kỳ cho đời 2001 bao gồm nâng cấp cho cả phía trước và phía sau với  thiết kế mới cho lưới tản nhiệt và cản còn phía sau là đèn hậu có vẻ thể thao hiện đại hơn (đèn-tín hiệu có chụp trong suốt chứ không phải màu hổ phách). Toyota cũng cải tiến khu vực bảng điều khiển trung tâm để tăng thêm tính tiện dụng cho các núm điều hòa cùng với các vị trí mới cho các công tắc (cửa gió cho phía sau, cửa trượt điện, ghế sưởi). Động cơ được trang bị tính năng điều chỉnh van biến thiên VVT-i giúp tăng công suất lên 210 hp (157 kW)     và mô men xoắn đạt 220 lb⋅ft (298 N⋅m). Cửa trượt phía người lái thành tiêu chuẩn trên tất cả các mẫu xe, mặc dù giá nóc vẫn là tùy chọn trên bản CE.
Thế hệ này đáng chú ý ở trang bị an toàn ấn tượng vì là một trong số ít minivan có tùy chọn bao gồm túi khí bên gắn ở ghế trước và Cân bằng điện tử. Chống bó cứng phanh là trang bị tiêu chuẩn. Viện Bảo hiểm An toàn Xa lộ đánh giá Sienna ở mức "Tốt" trong cả sáu phép thử va chạm trực diện, tốt hơn nhiều so với Previa.
Danh tiếng của SIenna đời đầu bị ảnh hưởng bởi vụ kiện tập thể vì vấn đề cặn dầu động cơ trên máy V6 trong nhiều mẫu xe Toyota. Các triệu chứng gồm khói dầu, dầu nhanh chóng trở nên sẫm màu hoặc đen, có mùi xăng trong dầu, tiêu thụ nhiều dầu và cuối cùng là hỏng hóc động cơ. 
| Lái xe:               |
| Khách phía trước:     |
| Bên, lái xe:          |
| Bên, khách phía sau,: |

## Thế hệ thứ hai (XL20; 2003)

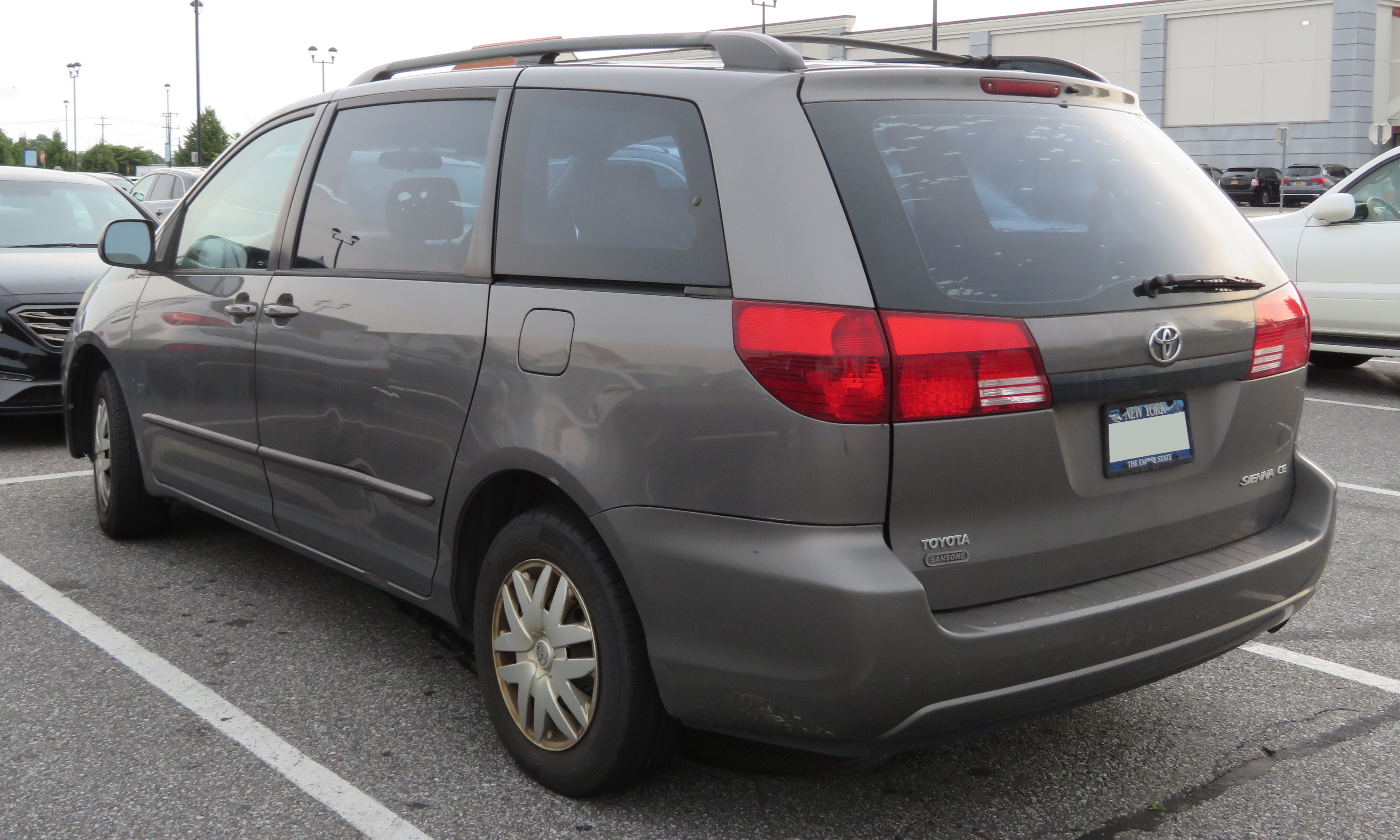
Toyota Sienna CE (trước khi nâng cấp)

Toyota giao Yuji Yokoya làm kỹ sư trưởng cho dự án Sienna mới. Yokoya và gia đình ông đã lái Sienna thế hệ thứ nhất hơn 53.000 dặm (85.000 km)   khắp Bắc Mỹ để tìm ra điểm yếu từ thiết kế. Động cơ của thế hệ thứ hai là loại nâng cấp 3MZ-FE V6 3,3 lít được chứng nhận ULEV (Ultra Low Emission Vehicle hay phương tiện giao thông có mức thải cực thấp) kết hợp với hộp số tự động 5 cấp mới. Cần số đã được chuyển từ cột lái đến bảng điều khiển trung tâm với kiểu chuyển số có rãnh chặn. Bố trí chỗ ngồi cho tám người là tùy chọn trên các phiên bản thấp, ghế ngồi ở hàng thứ ba có thể gập phẳng, cho phép xe chở được vật liệu xây dựng khổ 4 nhân 8 foot (1,2 nhân 2,4 m) như ván ép và tấm vách thạch cao.
Ngày 6 tháng 1 năm 2003, Sienna thế hệ thứ hai được ra mắt tại Triển lãm Ô tô Quốc tế Bắc Mỹ ở Detroit. Sản xuất đã chuyển từ nhà máy Georgetown sang Toyota Motor Manufacturing Indiana.  Những thay đổi so với thế hệ đầu tiên bao gồm không gian tổng thể tăng thêm 45% và không gian chở hàng nhiều hơn 39%. Các ghế được cấu hình phân chia 60/40 và hàng ghế thứ ba gập phẳng ngay cả với phiên bản dẫn động bốn bánh.
Các phiên bản xếp theo thứ tự thấp đến cao với các tính năng tiêu chuẩn và tùy chọn là: CE, LE, XLE và XLE Limited (XLE Limited sau được đổi gọn thành Limited). Điểm khác biệt dễ nhận biết nhất trên mẫu XLE Limited là thanh chrome nằm ngang phía trên biển số phía sau, CE có bộ phận này màu đen  trong khi LE và XLE thì nó cùng màu thân xe.
Các tính năng tiêu chuẩn bao gồm mở cửa từ xa không cần chìa khóa, vô lăng gật gù và chỉnh khoảng cách đến ghế lái, và kính hấp thụ năng lượng mặt trời hiệu suất cao (HSEA) ở kính chắn gió và kính cửa trước (giúp hấp thụ/ngăn đến 70% tia cực tím và hồng ngoại). Tất cả Sienna đời 2004-2007 đều có gói kéo moóc (không bao gồm bộ phụ kiện kết nối và chiếu sáng moóc) và mức kéo cho trong lượng moóc 3.500 pound (1.600 kg), với bộ làm mát động cơ và hộp số đã được tính toán để kéo moóc.
Hệ dẫn động tất cả các bánh, tùy chọn trên các phiên bản đắt tiền hơn có luôn lốp chạy thủng. Hệ dẫn động bốn bánh toàn thời gian chia công suất động cơ 50:50 cho phía trước và phía sau.
Các tùy chọn, tùy thuộc vào câpfs độ phiên bản, có đèn pha HID Xenon (High Intensity Discharge đèn Xenon cường độ phát quang cao), Hệ thống kiểm soát hành trình chủ động bằng Laser, cảm biến đỗ xe, gương chiếu hậu lồi cho phép lái xe quan sát hành khách trẻ con ở ghế phía sau, hệ thống định vị kích hoạt bằng giọng nói (đời 2004/2005 thì đinh vị không có chức năng kích hoạt bằng giọng) bao gồm một camera lùi, âm thanh JBL 10 loa và hệ thống giải trí DVD cho hàng ghế sau với hai ổ cắm 110 V.
Kiểu dáng mới đạt chỉ số cản không khí Cd = 0.30.  Mức tiêu thụ nhiên liệu là 17 mpg ltrong thành phố và 23 mpg trên đường cao tốc cho phiên bản FWD (dẫn động bằng bánh trước (tương đương 13.8L và 10.2L/100 km). Phiên bản AWD trong thành phố là 16 mpg và lái xe đường cao tốc 22 mpg (14.7L và 10.7L/100 km). Bán kính quay vòng là 11,2 mét (37 ft).

### An toàn
Sienna có trang bị tiêu chuẩn chống bó cứng phanh, hỗ trợ phanh, phân phối lực phanh điện tử, kiểm soát độ bám đường và hệ thống giám sát áp suất lốp. Túi khí bên sườn và túi khí rèm là trang bị tiêu chuẩn trên một số phiên bản XLE và XLE Limited đời 2004 và 2005 nhưng là tùy chọn trên các bản khác, sau đó đã trở thành tiêu chuẩn trên tất cả các phiên bản từ 2006. Cân bằng điện tử ban đầu là tùy chọn trên các phiên bản thấp hơn đã trở thành tiêu chuẩn cho các mẫu xe từ đời 2008.
IIHS cho Sienna điểm tổng thể "Tốt" trong bài kiểm tra va chạm lệch tâm phía trước của họ với điểm "Tốt" trong tất cả sáu hạng mục được đo. Tất cả các mẫu xe năm 2006 trở về sau đều nhận được điểm tổng thể "Tốt", trong khi các mẫu xe trước năm 2006 không có túi khí bên nhận được điểm "Chấp nhận được" cho va chạm ngang.
| Va chạm trước/lái xe:    |
| Va chạm trước/khách:     |
| Va chạm ngang/lái xe:    |
| Va chạm ngang/phía sau:  |
| Lật/bản dẫn động 2 bánh: |

| Va chạm trước/lái xe:       |
| Va chạm trước/khách:        |
| Va chạm bên/lái xe:         |
| Va chạm bên/khách phía sau: |
| Lật/bản dẫn động 2 bánh:    |

### Thay đổi qua các năm

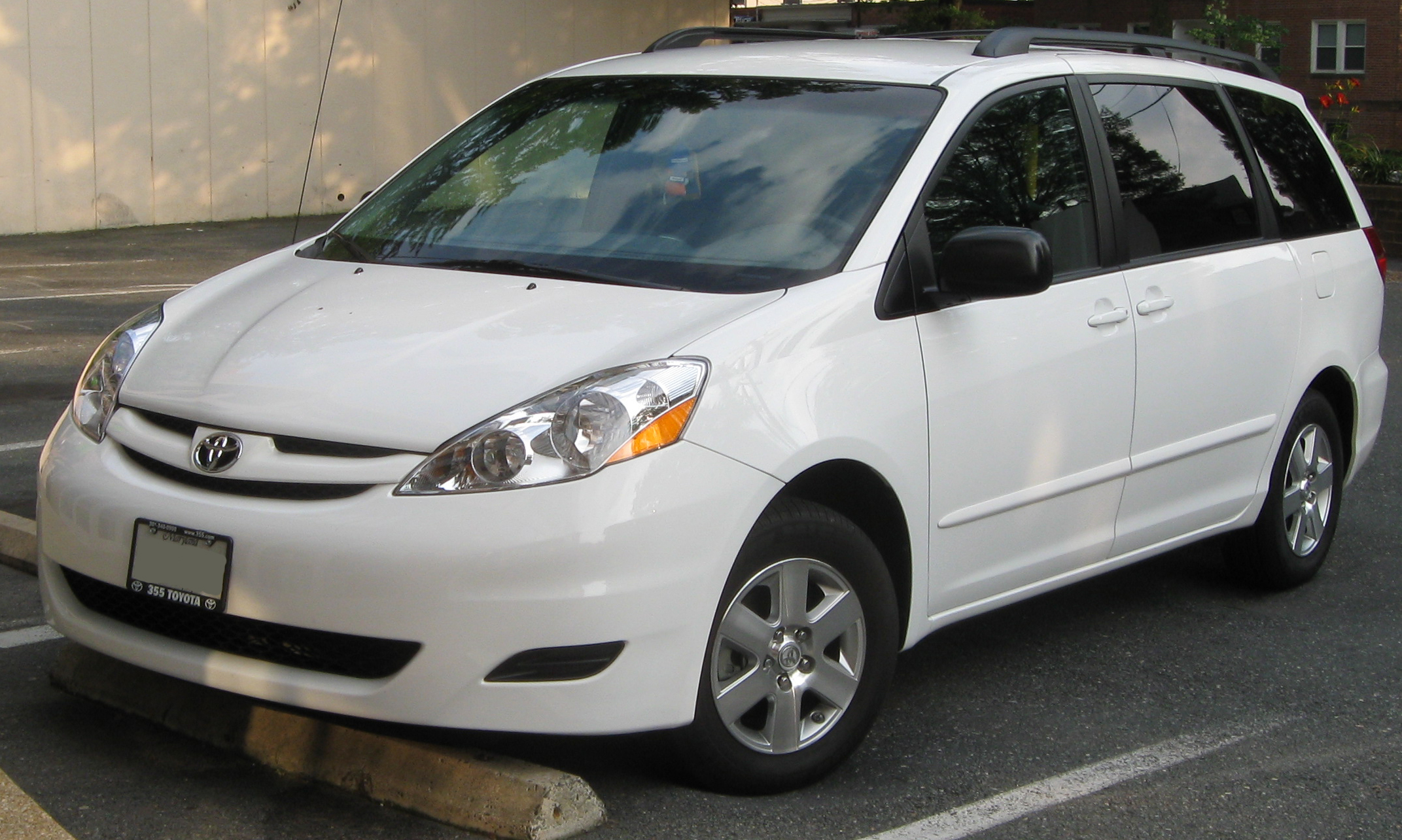
Toyota Sienna LE (nâng cấp)

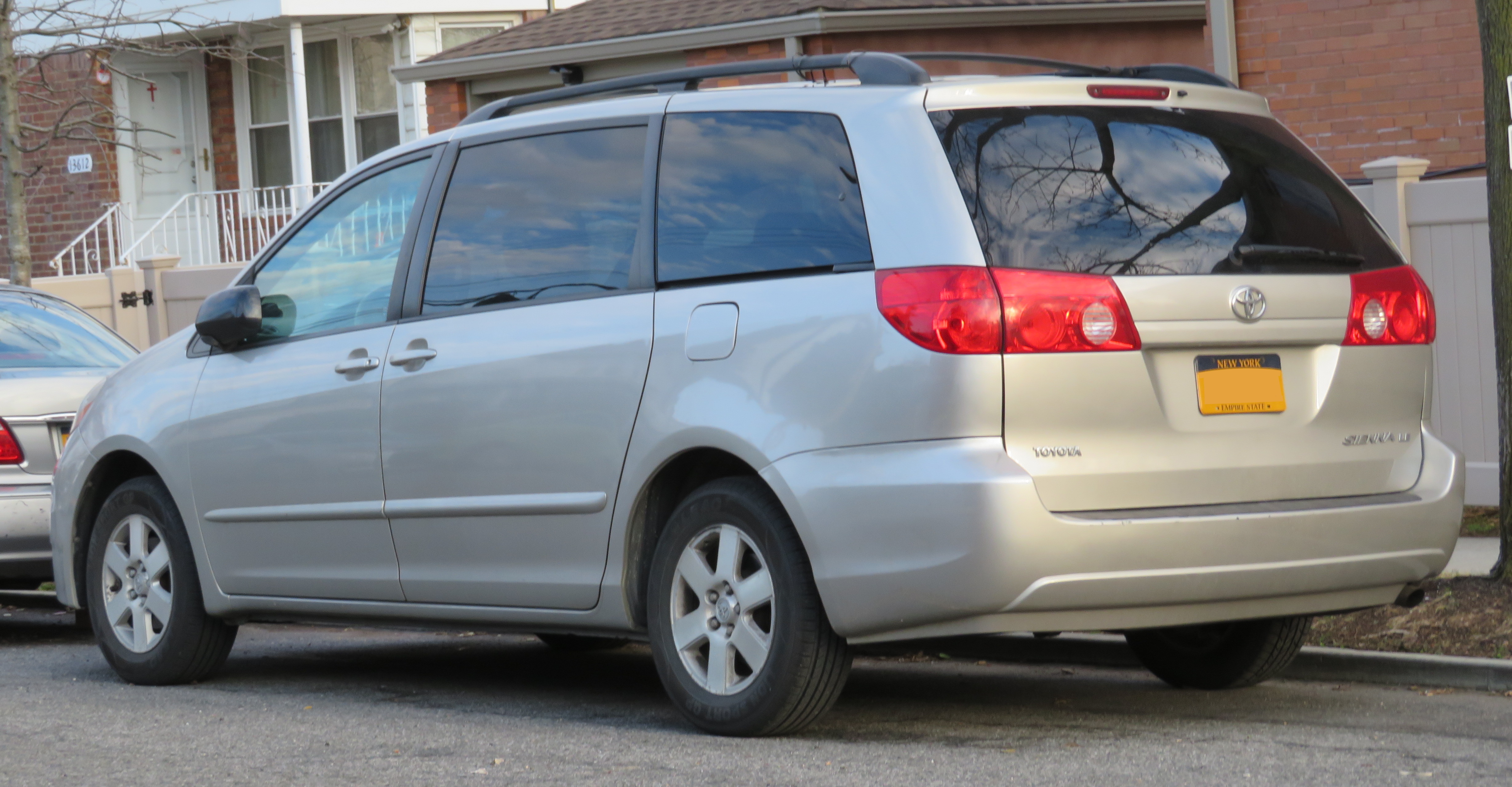
Toyota Sienna LE (nâng cấp)

- 2006: Mặt trước, nẹp hông, đèn pha và đèn hậu được thiết kế lại. Đồng hồ đo Optitron điện phát quang có đèn nền màu xanh lam được áp dụng cho các bản LE, XLE và Limited. "XLE Limited" nay gọi là "Limited", trang bị riêng và mới cho phiên bản này có chức năng nhớ vị trí ghế lái và gương chiếu hậu bên (cũng có trên XLE dưới dạng tùy chọn) và gương ngoài gập điện. - Gương chiếu hậu tích hợp đèn báo rẽ LED. Các tùy chọn khác bao gồm két nối Bluetooth và hàng ghế thứ ba gập điện. Túi khí bên hàng ghế trước và túi khí rèm bên cho cả ba hàng ghế nay trở thành trang bị tiêu chuẩn trên tất cả các phiên bản. Tùy chọn hệ thống âm thanh hàng ghế sau không được áp dụng nữa. Tính toán mã lực và mô-men xoắn đã được thay đổi để đáp ứng tiêu chuẩn mới của SAE thành 215 hp (160 kW)     và 222   lb · ft (từ 230 hp (172 kW)     và 242 lb⋅ft (328 N⋅m), Toyota giờ cũng đánh giá động cơ dựa trên chỉ số octan 87).
- 2007: Động cơ V6 3.5 lít 2GR-FE mới, có chứng nhận ULEV-II,  đạt 266 hp (198 kW) với mức tiết kiệm nhiên liệu được tính là 17/23 MPG cho kiểu dẫn động cầu trước và 16/21 MPG cho kiểu AWD, thay thế động cơ V6 3,3 lít. Động cơ này có xích cam ít cần bảo dưỡng hơn so với đai cam của động cơ Sienna trước đó (đai cam có định kỳ thay thế là 90.000 dặm hay 145.000 km). Hệ thống theo dõi áp suất lốp đã được nâng cấp và thiết kế bánh xe hợp kim bảy chấu mới dành riêng cho các mẫu xe Limited và AWD.[19]
- 2008: Cân bằng điện tử trở thành tiêu chuẩn trong tất cả các phiên bản.
- 2009: Sienna hầu như không thay đổi, ngoại trừ việc sửa đổi giá cả để trở nên cạnh tranh hơn thông qua một số "gói giá trị bổ sung" dồi dào. Tại Canada, giá cơ bản đã giảm tới 1.500 USD.[20]
- 2010: Sienna thế hệ thứ hai không thay đổi trong năm cuối cùng.[21]

## Thế hệ thứ ba (XL30; 2010)

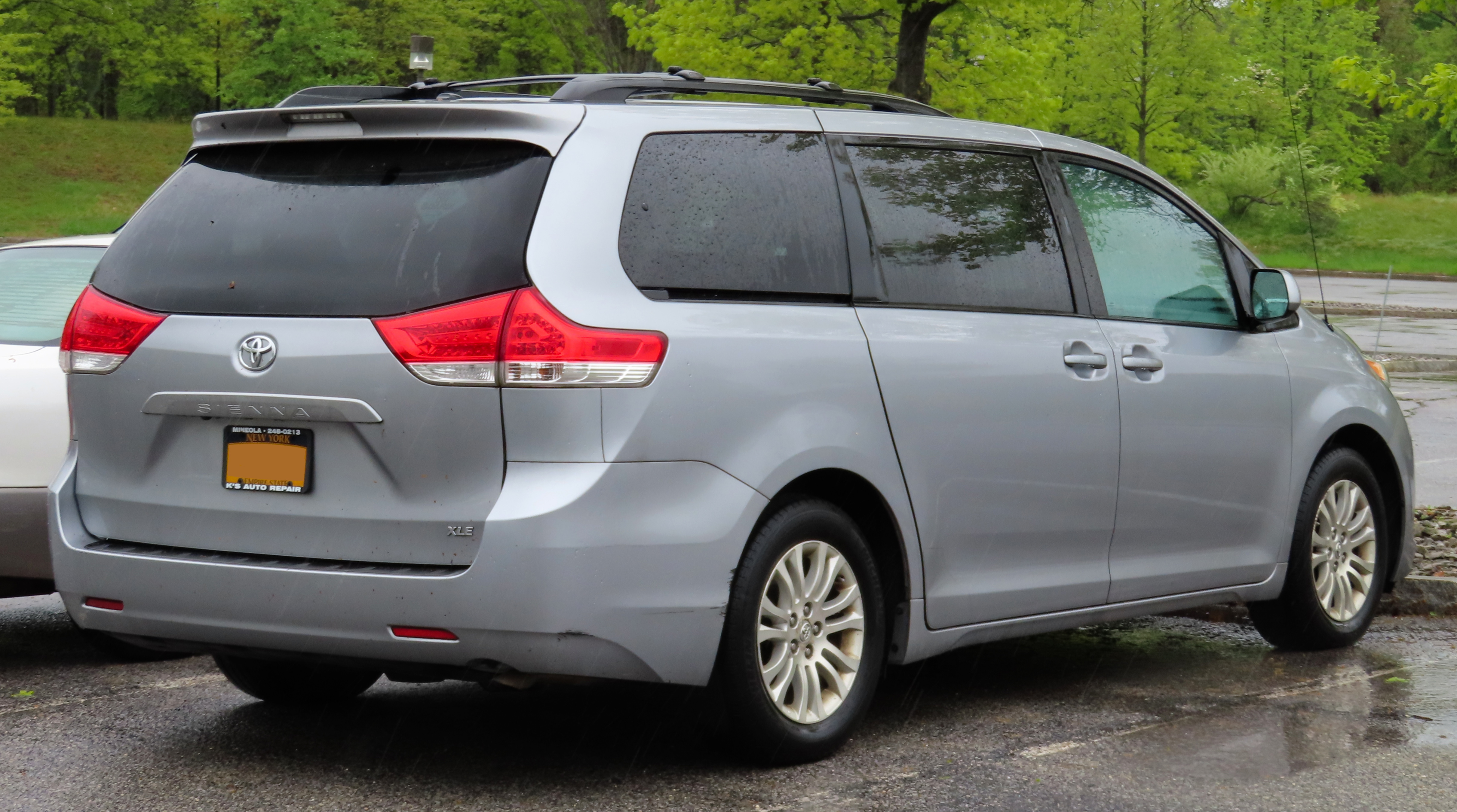
Toyota Sienna XLE (pre-facelift)

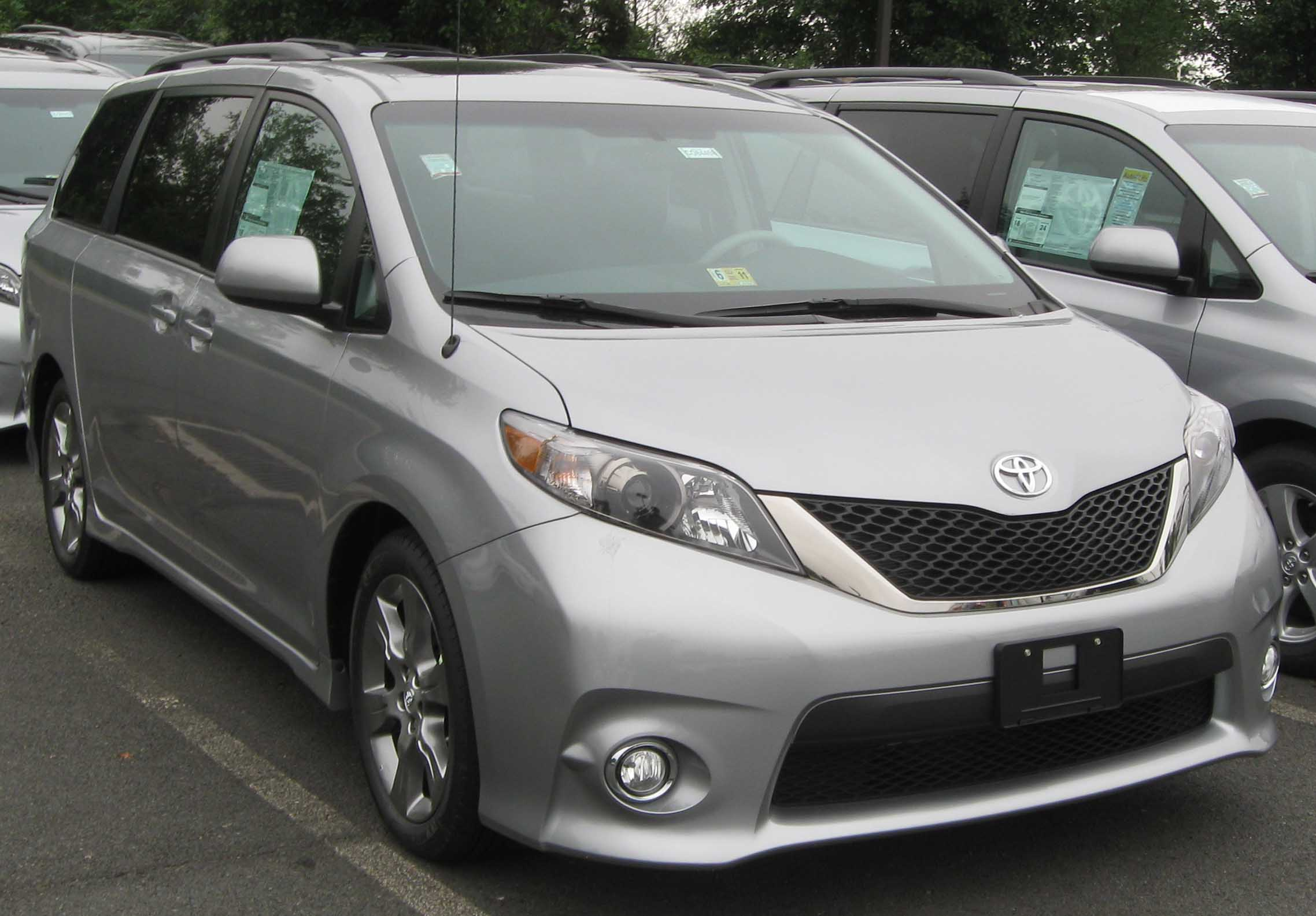
2011 Toyota Sienna SE -- 06-16-2010

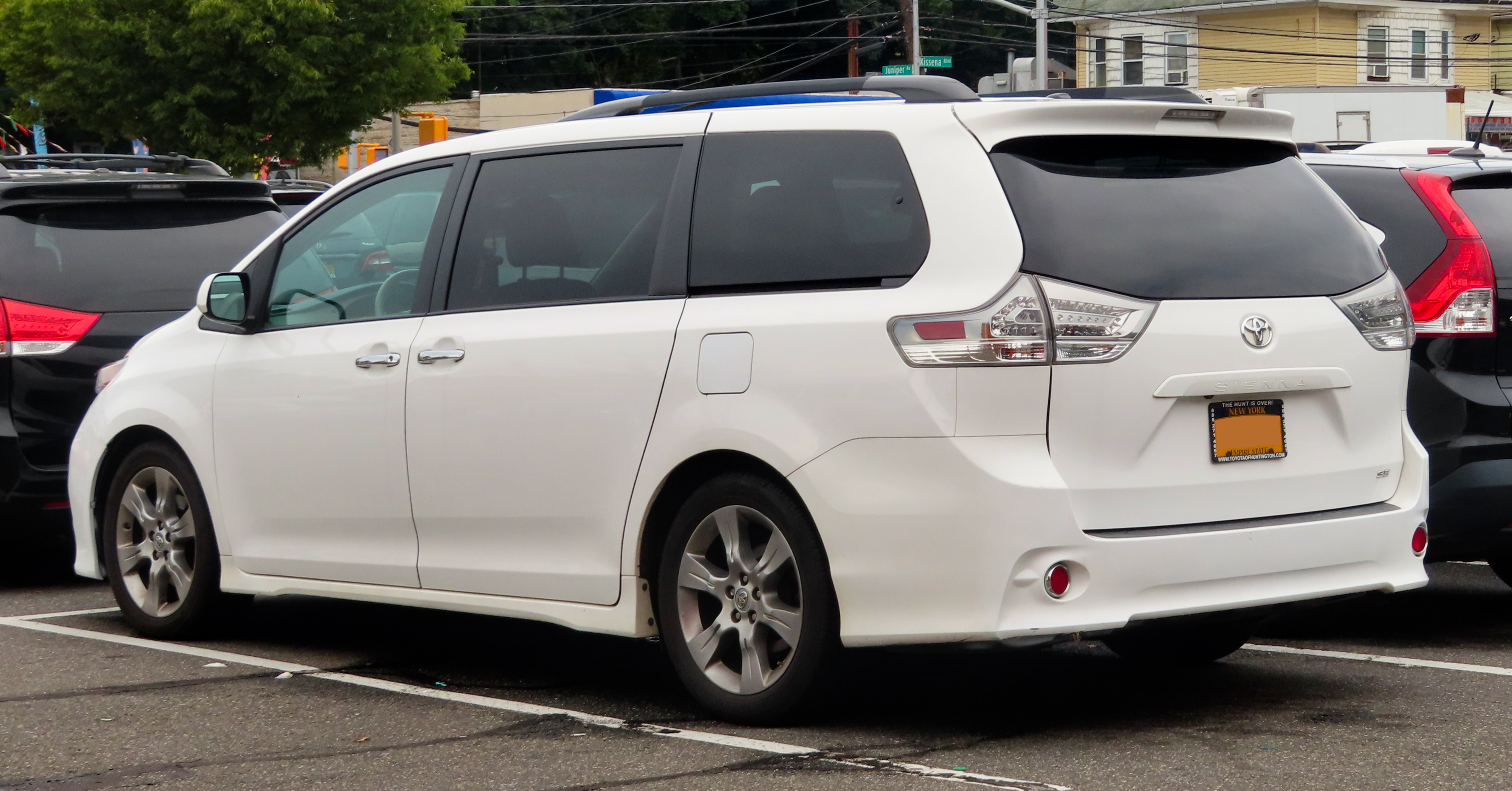
Toyota Sienna SE (pre-facelift)

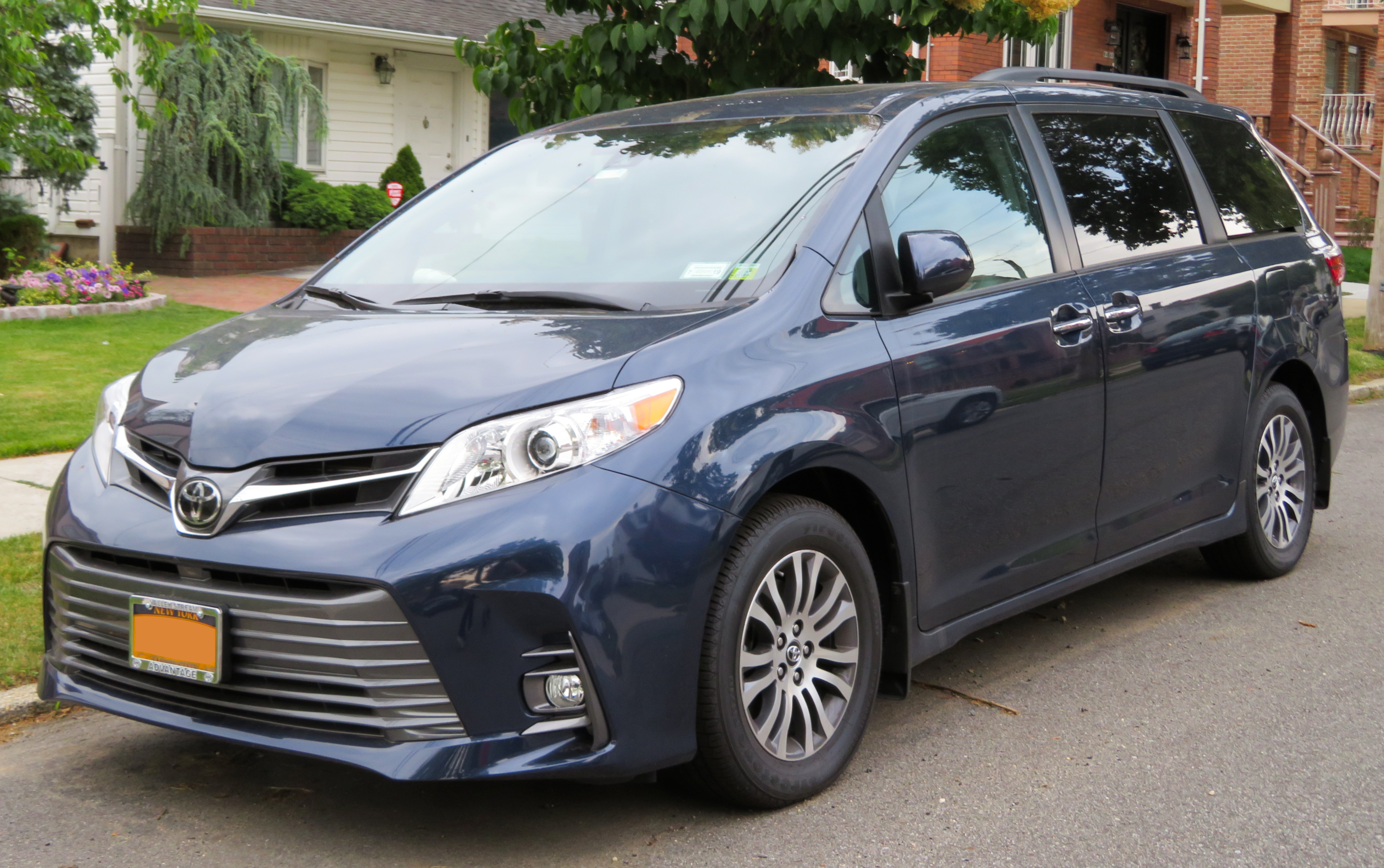
2018 Toyota Sienna XLE front 6.20.18

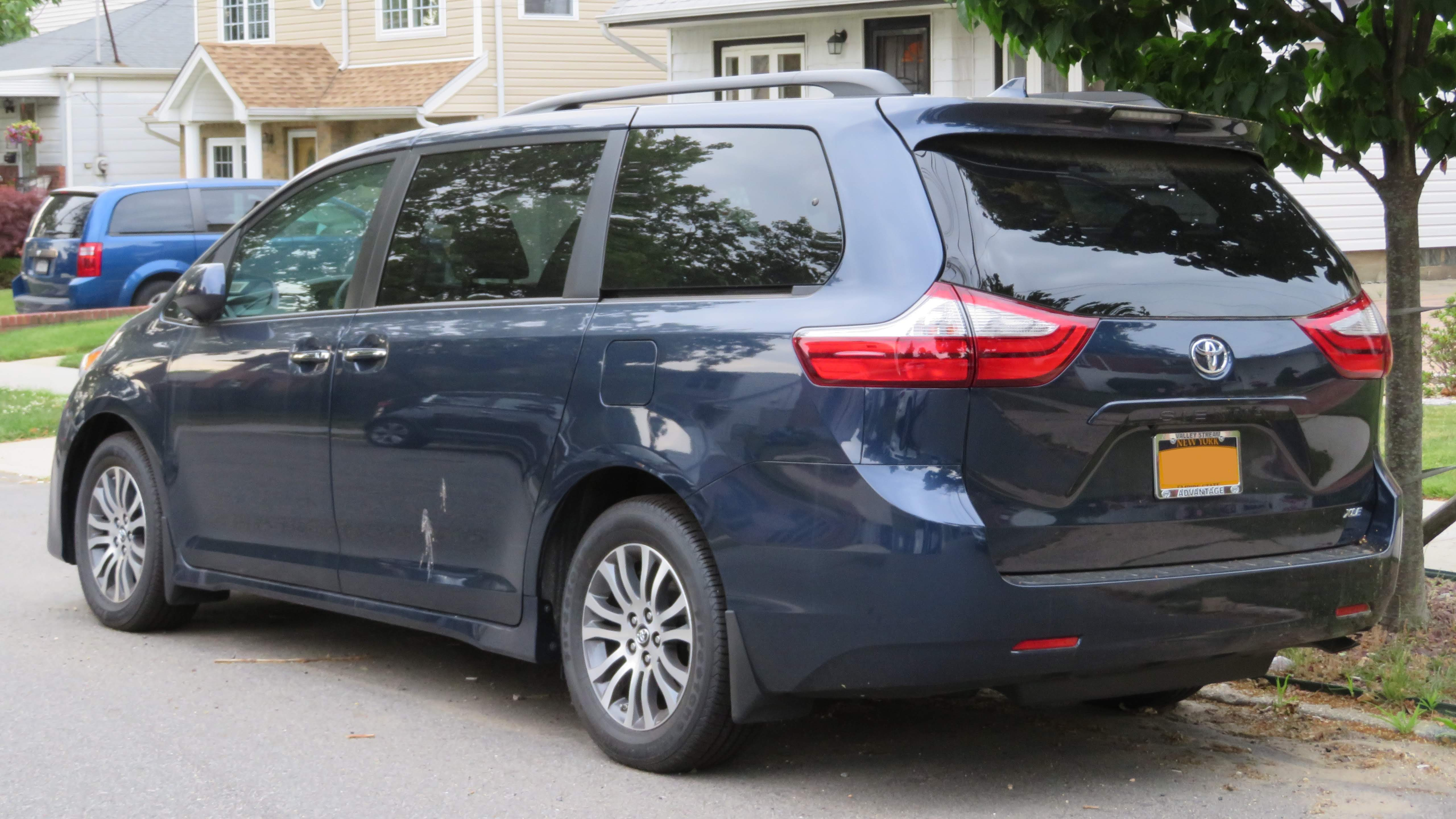
Toyota Sienna XLE (facelift)

Sienna 2011 được thiết kế lại ra mắt lần đầu tiên tại Los Angeles Auto Show vào đầu tháng 12 năm 2009. Nó được vẽ kiểu tại studio Calty và được thiết kế tại Trung tâm Kỹ thuật Toyota ở Ann Arbor, Michigan và Toyota Motor Corporation ở Nhật Bản. Sienna mới đến các đại lý vào tháng 2 năm 2010. Vào tháng 11 năm 2011, nó đã được xuất khẩu sang Hàn Quốc, trở thành chiếc Toyota sản xuất tại Mỹ đầu tiên được bán tại Hàn Quốc.
Sienna được cung cấp trong năm cấp phiên bản: bản cơ sở Sienna, LE, XLE, Limited, và lần đầu tiên có phiên bản SE. SE có thay đổi thân xe, đèn hậu trong suốt, vành 19 inch (480 mm), hệ thống treo cứng hơn và cơ cấu lái được sửa đổi để có một cảm nhận thể thao hơn. Hệ dẫn động tất cả các bánh chỉ có trên các bản trang bị động cơ V6 là LE, XLE và Limited. Được AOL Autos mô tả là một chiếc xe thể thao bọc trong một chiếc minivan, kỹ sư trưởng Kazuo Mori (một người đam mê đua xe chướng ngại) được cho là đã phải vượt qua phản đối để có được gói thiết bị SE trong dòng sản phẩm.
2GR-FE 3,5 lít trước đó vẫn còn, nhưng lần đầu tiên Sienna cung cấp động cơ 4 xi-lanh, 1AR-FE; và là lần đầu tiên Toyota cung cấp động cơ bốn xi-lanh cho một chiếc minivan ở Bắc Mỹ kể từ khi ngừng sản xuất Estima / Previa vào cuối năm 1997. Hệ thống  Trợ lái Điện (EPS) thay thế hệ thống lái trợ lực thủy lực trước đây. Toyota duy trì dẫn động tất cả các bánh xe trêncho dòng Sienna. Toyota ước tính EPA 19 mpg‑Mỹ (12,4 L/100 km)         thành phố / 24 mpg‑Mỹ (9,8 L/100 km)         đường cao tốc dành cho các mẫu xe chạy bằng động cơ 4 xi-lanh, 18 mpg‑Mỹ (13,1 L/100 km)         thành phố / 24 mpg‑Mỹ (9,8 L/100 km)         đường cao tốc dành cho kiểu 2WD V6, và 16 mpg‑Mỹ (14,7 L/100 km)         thành phố / 22 mpg‑Mỹ (10,7 L/100 km)         đường cao tốc cho kiểu AWD. Một gói kéo moóc tùy chọn cho các xe với động cơ V6 được tính mức kéo 3.500 pound (1.600 kg).
Bảng điều khiển phía trước có đường trang trí bằng gỗ kéo dài, lấy cảm hứng từ Toyota Venza và Lexus RX, mang đến cho người ngồi phía trước sự phân chia "60/60" cho dù là người lái hay ghế hành khách.
Các tính năng mới bao gồm hàng ghế thứ hai trượt tùy chọn với ghế tựa kiểu "Lounge Seating", một tính năng đã từng thấy trên Lexus LS, và Hệ thống chìa khóa thông minh không cần chìa của Toyota với khởi động bằng nút bấm. Tùy chọn giải trí cho hàng ghế sau giờ sử dụng màn hình 16.4 in (41.7 cm).  Màn hình LCD hoạt động ở hai chế độ xem, một màn hình rộng tỷ lệ 16: 9 hoặc hai màn hình chia tỷ lệ 4: 3 riêng biệt với tai nghe không dây riêng biệt.
Về an toàn, camera lùi mới có chế độ xem toàn cảnh 180 °. Các tùy chọn mới khác bao gồm Hệ thống An toàn Tiền Va chạm (PCS) cũng như bộ điều chỉnh độ sáng pha tự động, Kết nối An toàn và hệ thống Cân bằng Điện tử tiên tiến hơn được gọi là Quản lý Tích hợp Động. Túi khí đầu gối của người lái xe trở thành tiêu chuẩn.
Khi tháo hàng ghế thứ hai ra, phần dưới cùng của hàng ghế thứ hai, tương tự như giá đỡ, vẫn được gắn vào sàn xe. Điều này có nghĩa là khi hàng ghế thứ hai được tháo ra, sàn xe sẽ không phẳng lì.
Toyota là nhà sản xuất ô tô đầu tiên lắp đặt ghế tự động theo xe cho người khuyết tật. Ghế một chạm xoay, nâng lên / hạ xuống bằng điện có thể hạ xuống đến 19 inch (48 cm) tính từ mặt đất.

### Thay đổi qua các năm
- 2012: Hệ thống định vị mới của Toyota với kết nối Entune thành tùy chọn.
- 2013: Động cơ 4 xi-lanh bị ngưng và thay thế bằng động cơ 2GR-FE V6.
- 2015: Nâng cấp nhẹ với đèn hậu và thiết kế nội thất mới, mặc dù Sienna SE vẫn giữ lại đèn đuôi "thể thao" nguyên bản trong khi các bản còn lại có đèn đuôi mới (L, LE, XLE và Limited). Toyota bổ sung thêm ba màu mới (Sky Blue Pearl, Creme Brulee Metallic và Attitude Black Metallic). Đối với các mẫu xe Limited và SE, Sienna có đèn pha mới với đèn LED chạy ban ngày.
- Năm 2017: Hộp số tự động sáu cấp được thay thế bằng hộp số tám cấp và động cơ 2GR-FKS được sửa đổi bổ sung thêm hệ thống phun nhiên liệu trực tiếp D4-S của Toyota.[30] Động cơ mới tăng công suất lên 296 hp (221 kW), với mô-men xoắn tăng lên 263 lb⋅ft (357 N⋅m).[31]
- Năm 2018: Thay đổi nhẹ với lưới tản nhiệt phía trước mới, đèn pha mới, ốp hông mới, Safety Sense tiêu chuẩn, cải thiện chút ít về tiếng ồn và độ rung, nhiều cổng USB hơn, hệ thống giải trí phía sau nâng cấp (đối với các mẫu xe được trang bị tùy chọn này), và một cụm đồng hồ bán kỹ thuật số.[32] Lưới tản nhiệt mới có 3 kiểu: Trên XLE và Limited, 2 đường mạ crôm chia đôi lưới tản nhiệt. Trên LE, thì đường đó có màu đen. Lưới tản nhiệt SE không có dường chia đó. Phiên bản 2018 có tiêu chuẩn phanh khẩn cấp tự động, kiểm soát hành trình thích ứng, cảnh báo chệch làn đường với hỗ trợ giữ làn đường và chế độ pha (chiếu xa) tự động.[33]
- 2019: Phiên bản SE có tùy chọn dẫn động bốn bánh và không còn phiên bản Limited với FWD (dẫn động bánh trước). Hỗ trợ CarPlay được áp dụng cùng với Entune 3.0.

### Đánh giá an toàn
| Va chạm trước/ độ lệch tâm vừa                             | Tốt             |
| Va chạm trước/lái xe/ độ lệch tâm nhỏ (đời 2011–14)        | Tạm chấp nhận * |
| Va chạm trước/lái xe/ độ lệch tâm nhỏ (đời 2015 – đến nay) | Chấp nhận được  |
| Va chạm trước/khách/ độ lệch tâm nhỏ                       | Tạm chấp nhận * |
| Va chạm bên                                                | Tốt             |
| Độ vững chắc của nóc xe                                    | Tốt             |

* kết cấu xe xếp hạng 'Kém'

### Sự khác biệt giữa mẫu ở Hoa Kỳ với ở Canada
Sau đây là danh sách những điểm khác biệt giữa các mẫu Toyota Sienna (thế hệ thứ ba) được sản xuất cho Canada so với những mẫu được sản xuất cho Ho Kỳ:
- Các mẫu xe của Canada được trang bị đồng hồ tốc độ và đồng hồ quãng đường hệ mét. Các mẫucủa Hoa Kỳ sử dụng đơn vị đo lường Anh trên các thiết bị này (dặm).
- Tất cả các mẫu xe của Canada đều được trang bị hệ thống vô hiệu hóa khởi động điện tử (EIS), theo yêu cầu của Bộ Giao thông Vận tải Canada. Một số mẫu xe Toyota Sienna của Mỹ không được trang bị hệ thống này.
- Đèn chạy ban ngày (DRLs) trên các mẫu xe Canada phải luôn mở bất cứ khi nào động cơ hoạt động, theo quy định của Bộ Giao thông Vận tải Canada. Lái xe có thể tắt DRL trên các mẫu xe ở Kỳ khi xe đang chạy.
- Đèn báo và cảnh báo trên bảng điều khiển ở các mẫu xe Canada tuân theo tiêu chuẩn ISO 2575, trong khi các mẫu xe Hoa Kỳ sử dụng các ký hiệu do Tiêu chuẩn An toàn Xe cơ giới 101 của Liên bang quy định.
- Tinh chỉnh tốc độ kiểm soát hành trình trên các mẫu xe Canada tăng / giảm từng 1 km/h (0,6 mph), trái ngược với 1,6 km/h (1 mph) trên các xe ở Hoa Kỳ. Điều chỉnh tốc độ kiểm soát hành trình sơ bộ trên các mẫu xe Canada tăng / giảm 8 km/h (5 mph), so với 1,6 km/h (1 mph)     trên các xe ở Hoa Kỳ.
- Đối với các mẫu của Canada, nồng độ chất làm mát cao hơn các hỗn hợp được bán ở Mỹ (55% chất làm mát ở Canada so với 50% ở Mỹ).

## Thế hệ thứ tư (XL40; 2020)
Toyota đã công bố Sienna thế hệ thứ tư vào tháng 5 năm 2020 cho đời xe 2021 và sẽ được bán vào gần cuối năm 2020. Ban đầu, họ định sẽ được ra mắt tại Triển lãm Ô tô Quốc tế New York 2020 vào tháng 4, nhưng thay vào đó, nó đã được công bố qua mạng điện tử vào ngày 18 tháng 5 năm 2020 vì đại dịch COVID-19. Xe được xây dựng trên nền tảng GA-K. Với một thay đổi lớn, tất cả các cấp của Sienna sẽ trang bị tiêu chuẩn với hệ thống truyền động hybrid. Mặc dù chỉ là hybrid, Toyota tuyên bố rằng Sienna thế hệ thứ tư vẫn có thể kéo 3.500 lb (1.600 kg)  như thế hệ thứ ba.

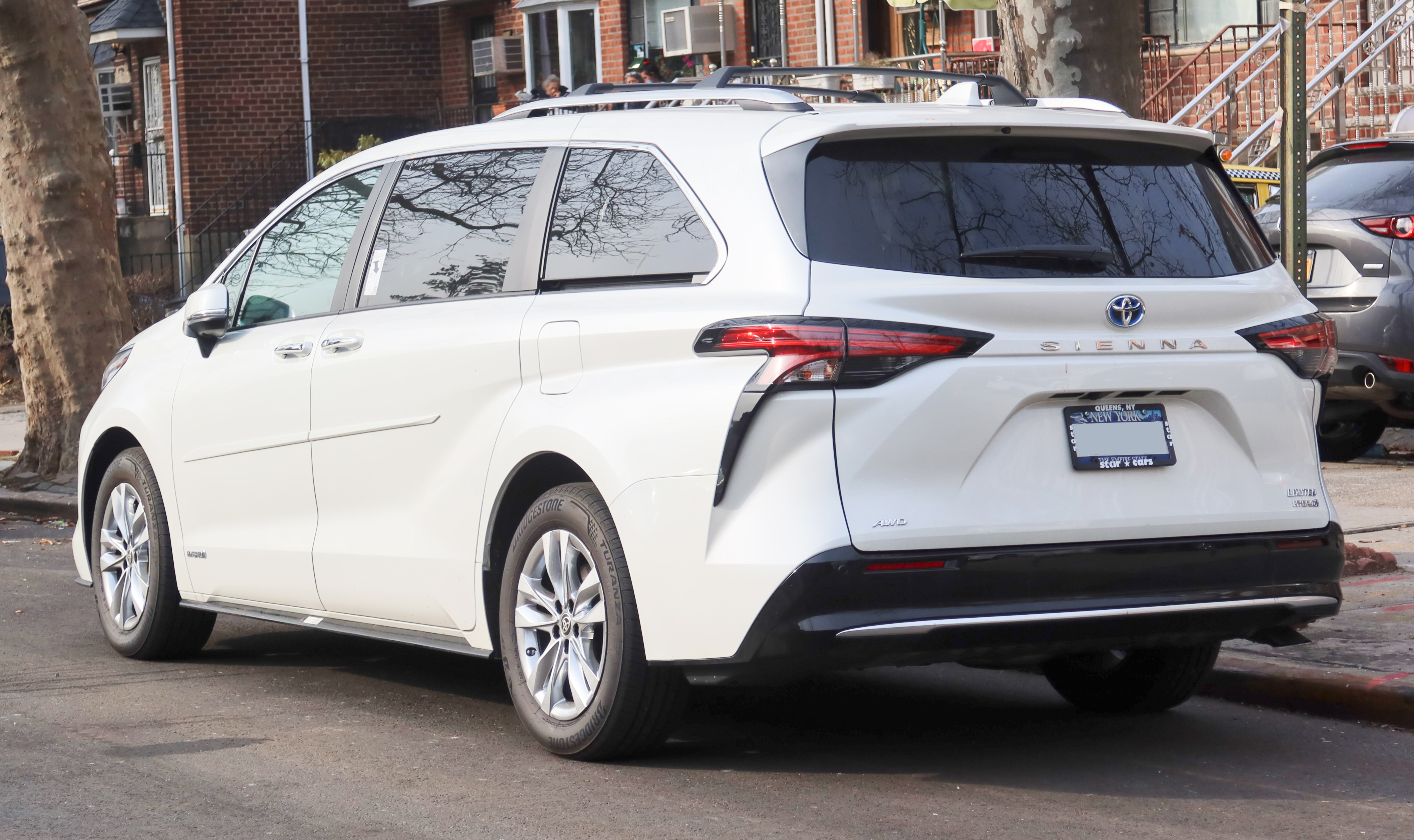
2021 Toyota Sienna Hybrid bản giới hạn

Trên Sienna thế hệ thứ tư cùng với các phiên bản LE, XLE và Limited, còn có hai phiên bản bổ sung: XSE xu hướng thể thao (thay thế cho phiên bản SE) và bản cao nhất Platinum. Sienna có các thiết bị tùy chọn như hút bụi tích hợp theo xe, ngăn trữ lạnh, màn hình hiển thị head-up lên kính chắn gió và chế độ xem camera 360 ° ở bản Platinum. Ngoài ra, Sienna có thể được trang bị động cơ điện thứ ba để truyền động bánh sau. Các tính năng tiêu chuẩn và tùy chọn dành cho gia đình trên Sienna bao gồm 18 khay đựng cốc, 7 cổng USB, hệ thống điều hòa khí hậu bốn vùng, Wi-Fi tích hợp, hệ thống giải trí phía sau, cửa lùa và cửa hành lý điện và hệ thống khuếch đại giọng nói cho người lái để liên lạc tốt hơn với hành khách ngồi ở phía sau. Các tính năng hỗ trợ người lái tiêu chuẩn bao gồm kiểm soát hành trình thích ứng, giám sát điểm mù, phanh khẩn cấp tự động và hỗ trợ giữ làn đường.

### Đánh giá an toàn
| Va chạm trước/Lệch tâm vừa            | Tốt |
| Va chạm trước/Lái xe/Lệch tâm nhỏ     | Tốt |
| Va chạm trước/Hành khách/Lệch tâm nhỏ | Tốt |
| Va chạm bên                           | Tốt |
| Độ vững chắc nóc xe                   | Tốt |

## Doanh số
| Năm  | Hoa Kỳ  |
| ---- | ------- |
| 2000 | 103.137 |
| 2001 | 88.469  |
| 2002 | 80,915  |
| 2003 | 105.499 |
| 2004 | 159.119 |
| 2005 | 161.380 |
| 2006 | 163.269 |
| 2007 | 138.162 |
| 2008 | 115,944 |
| 2009 | 84.064  |
| 2010 | 98.337  |
| 2011 | 111.429 |
| 2012 | 114.725 |
| 2013 | 121.117 |
| 2014 | 124.502 |
| 2015 | 137.497 |
| 2016 | 127,791 |
| 2017 | 111.489 |
| 2018 | 87.672  |
| 2019 | 73.585  |

## Giải thưởng
2004:
- Giải thưởng Van 5 Xe tải Tốt nhất  theo Ô tô và Người lái
- Xe Van được yêu thích nhất theo biên tập Edmunds [54]
- Xe Van được yêu thích nhất theo người tiêu dùng Edmunds [55]

2010:
- Giải thưởng Giữ giá Tốt nhất [56]
- Giải thưởng "Lựa chọn an toàn hàng đầu" của Viện Bảo hiểm An toàn Đường cao tốc (chỉ dành cho mẫu 2011)

2019:
- Minivan được giữ lưu hành lâu nhất [57]